# درتوتسی
درتوتسی (به صربی: Drtevci) یک منطقهٔ مسکونی در صربستان است که در بروس واقع شده‌است. درتوتسی ۳۸ نفر جمعیت دارد.